# Bolesław Świętochowski
Bolesław Zygmunt Świętochowski (ur. 17 września 1895 w Dąbrowie Górniczej, zm. 6 grudnia 1975 we Wrocławiu) – polski naukowiec, prof. dr hab., twórca fundamentalnej w naukach rolniczych specjalności – ogólna uprawa roli i roślin. Były żołnierz AK – pseudonim „Żubr”.

## Biogram
Urodził się w rodzinie Tomasza i Stanisławy z Kłobukowskich. Początkowo, w latach 1904–1911, uczęszczał do 7-klasowej Szkoły Handlowej Zgromadzenia Kupców i Szkoły Realnej im. Staszica w Warszawie, następnie od 1911 r. uczył się w Średniej Szkole Rolniczej w Chrudimiu na Morawach, gdzie w 1913 r. uzyskał świadectwo dojrzałości z odznaczeniem. W tym samym roku rozpoczął studia na „Kursach Przemysłowo-Rolniczych” (późniejszej Królewsko-Polskiej Szkole Głównej Gospodarstwa Wiejskiego w Warszawie). Ukończył je w 1916 r. z dyplomem agronoma. Po studiach odbył roczną praktykę w majątku Sobieszyn, po czym objął kierownictwo uprzemysłowionego gospodarstwa w Ogrodzieńcach. Od grudnia 1918 do października 1920 r. ochotniczo służył w Wojsku Polskim w 3. Pułku Ułanów. Brał udział w wojnie, uzyskał stopień podoficerski i został odznaczony Krzyżem Walecznych. 
W 1920 r. rozpoczął pracę naukową jako starszy asystent w Katedrze Hodowli Zwierząt Uniwersytetu Poznańskiego, a po roku jako adiunkt w Katedrze Ogólnej i Szczegółowej Uprawy Roślin SGGW w Warszawie. Stopień doktora nauk rolniczych uzyskał w 1927 r. W 1928–1930 dyrektor Zakładu Doświadczalnego Uprawy Tytoniu w Piadykach pod Kołomyją. 
Od 1930 r. kierownik Zakładu Doświadczalnego Uprawy Torfowisk w Sarnach na Wołyniu, Wydziału Rolniczo-Lasowego Akademii Rolniczej w Dublanach. W 1935 habilitował się na Wydziale Rolniczym SGGW. W grudniu 1936 otrzymał tytuł profesora nadzwyczajnego uprawy roli i roślin na Wydziale Rolniczo-Leśnym Politechniki Lwowskiej. Został powołany na Kierownika Katedry Ogólnej i Szczegółowej Uprawy Roślin. W latach 1939–1944 prowadził we Lwowie wykłady w Instytucie Politechnicznym i na Kursach rolniczych.
W 1945 r. przeniósł się do Poznania, gdzie na Wydziale Rolniczym Uniwersytetu objął stanowisko profesora. Wkrótce przeniósł się do Wrocławia. Od końca 1945 r. uczestniczył w organizacji Wydziału Rolniczego Uniwersytetu i Politechniki we Wrocławiu. Był organizatorem Katedry Ogólnej Uprawy Roli i Roślin. W 1946 r. wybrano Go Dziekanem Wydziału Rolniczego, a w 1951 r. Prorektorem ds. Nauki w Wyższej Szkole Rolniczej. Jednocześnie współorganizował Instytut Uprawy, Nawożenia i Gleboznawstwa, którego w 1950 r. został wicedyrektorem i kierownikiem Zakładu Uprawy Roli i Płodozmianów. W 1950 r. otrzymał Państwową Nagrodę Naukową III stopnia za badania w zakresie uprawy i nawożenia roślin.
Współpracował z praktyką rolniczą. Przed wojną pracował w Lwowskiej Izbie Rolniczej, po wojnie został przewodniczącym Rady Naukowej przy WRN we Wrocławiu, a od 1955 r. również Rady Naukowo-Technicznej przy Ministrze Rolnictwa.
Brał aktywny udział w pracach wielu towarzystw naukowych. W latach 1933–1935 przewodniczący Polskiej Sekcji Torfowej Międzynarodowego Towarzystwa Gleboznawczego. Od 1936 r. członek Polskiej Akademii Umiejętności i Polskiego Towarzystwa Botanicznego. Współorganizator Wrocławskiego Towarzystwa Naukowego, w 1951 r. został pierwszym przewodniczącym Wydziału Rolniczego. 
W 1952 r. został członkiem korespondentem, a w 1961 r. członkiem rzeczywistym PAN.
Od 1954 r. przewodniczący Komisji dla Podniesienia Żyzności Gleb Lekkich PAN. Członek Rady Naukowej Instytutu Maszyn Rolniczych w Poznaniu, Biologii Stosowanej we Wrocławiu, Zakładu Ekologii PAN, IUNG-u. W 1968 został członkiem zagranicznym Wszechzwiązkowej Akademii Nauk Rolniczych ZSRR im. Lenina.
W 1930 r. ożenił się z Marią Zienkiewiczówną (zm. 1977), z którą miał syna Tomasza (1932–1946) i córkę Ewę (1936–1946). 
Zmarł 6 grudnia 1975 we Wrocławiu, pochowany na cmentarzu Świętej Rodziny (sektor 3-18-28,28a).

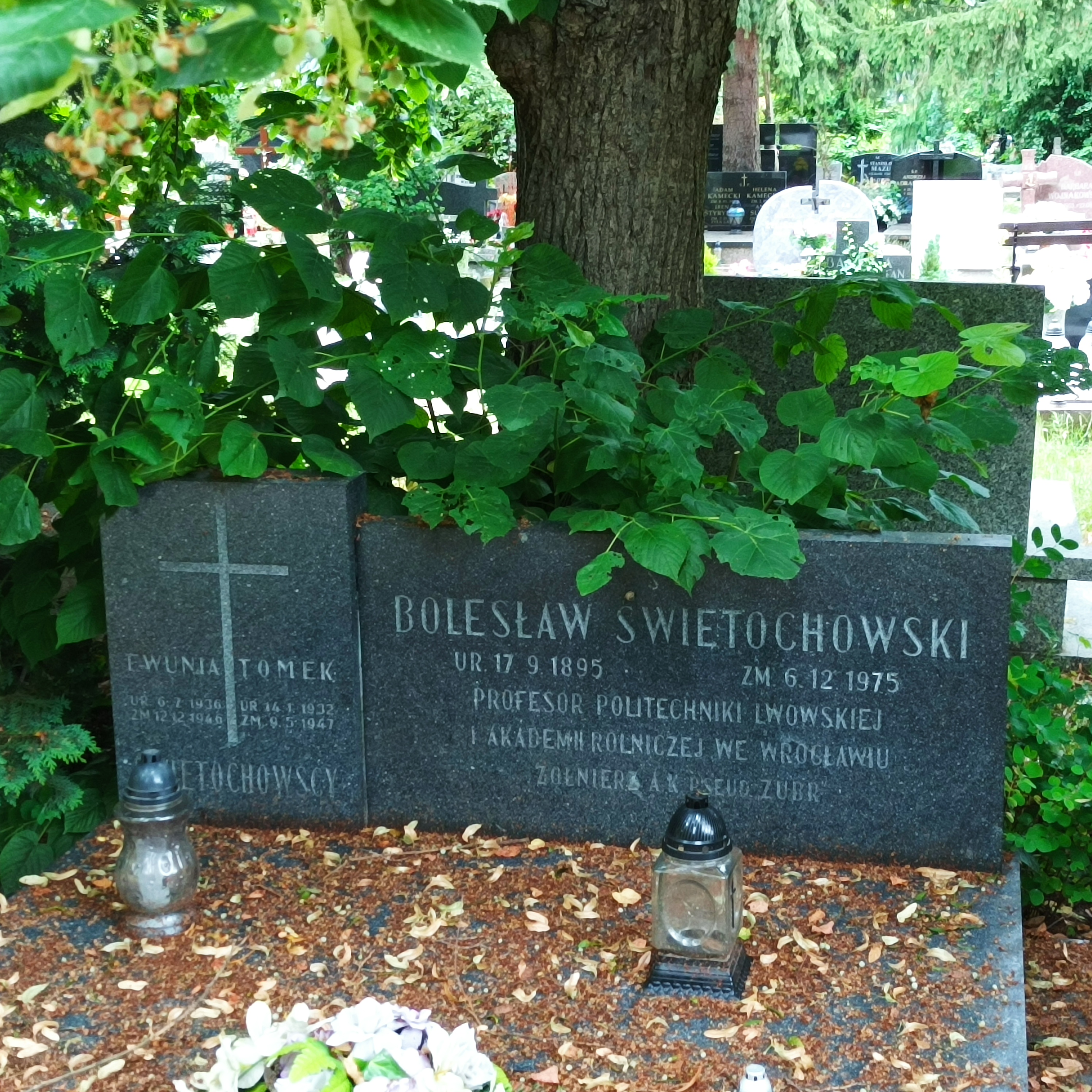
Grób prof. Bolesława Świętochowskiego na Cmentarzu Świętej Rodziny we Wrocławiu

## Wkład do nauki polskiej
Dzięki wieloprofilowym badaniom usystematyzował naukowe podstawy uprawy roli, wyodrębnił pięć zespołów uprawek, określił ich znaczenie w całokształcie uprawy roli w płodozmianie, a także wskazał możliwości upraszczania. Problematykę tę kontynuowano w pracach z uwzględnieniem doboru roślin, nawożenia organicznego i mineralnego w zmianowaniu oraz zmian zachwaszczenia pól uprawnych. Pionierskie prace nad uprawą zerową zostały w późniejszych latach rozwinięte i poszerzone a Katedra Ogólnej Uprawy Roli i Roślin Akademii Rolniczej we Wrocławiu jest wiodącym ośrodkiem w kraju w zakresie skrajnych uproszczeń uprawy roli. W wyniku tych badań dowiedziono, że tradycyjną uprawę można zastąpić technologiami mniej energo- i kosztochłonnymi. 
Rozpoczęte badania nad prototypami maszyn uprawowo-siewnych kontynuowano badając ich przydatność, także w terenach górskich. 
Uwzględniając uwarunkowania glebowe Polski, prof. B. Świętochowski podjął szerokie badania nad agrotechnicznymi sposobami poprawy żyzności gleb lekkich, które później poszerzono o badania aktywności biologicznej gleby oraz jej skutków skażenia metalami ciężkimi z wykorzystaniem dżdżownic i skoczogonków jako organizmów testowych. 
Badania z zakresu ochrony środowiska rolniczego rozszerzono poprzez prace dotyczące wykorzystania popiołów z węgla kamiennego i brunatnego do produkcji rolniczej oraz zagospodarowania rolniczego zlewni rzeki Oławy. 
Szczególnie duży wkład wniósł w problematykę zmianowań i płodozmianów. Opracował wytyczne do wprowadzania płodozmianów, wskazując niekorzystne i długotrwałe skutki pomijania czynników przyrodniczych przy projektowaniu następstwa roślin. Zagadnienia te zostały później rozwinięte w odniesieniu do produkcyjnych i ekologicznych skutków upraszczania zmianowań zbożowych aż do monokultur włącznie. 
Był zwolennikiem kompleksowych metod zwalczania chwastów, przy czym chemiczne przyjmował jako uzupełniające. Dostrzegał możliwości uodporniania się niektórych gatunków chwastów i ich kompensacji. Badania z herbologii są kontynuowane, głównie w zakresie niechemicznych metod ograniczania zachwaszczenia pól uprawnych, a także biologicznych podstaw konkurencji między chwastami a rośliną uprawną oraz wzajemnych relacji między składnikami agrocenozy (zjawisko allelopatii). 
Profesor prowadził także liczne badania metodyczne, np. izotopowej metody oznaczania dynamiki wzrostu korzeni roślin uprawnych, oznaczania pozostałości herbicydów w glebie. Kontynuacją tych badań było opracowanie za pomocą mikromorfologicznych szlifów glebowych metodyki określania stopnia rozkładu substancji organicznej gleby.

## Ordery i odznaczenia
- Order Sztandaru Pracy I klasy (1969)
- Order Sztandaru Pracy II klasy (19 lipca 1954)[6]
- Krzyż Komandorski Orderu Odrodzenia Polski (1965)
- Krzyż Walecznych (1920)[7]
- Złoty Krzyż Zasługi (22 lipca 1951)[8]
- Srebrny Krzyż Zasługi z Mieczami (1944/45)
- Medal Pamiątkowy za Wojnę 1918–1921[7]
- Medal 10-lecia Polski Ludowej (14 stycznia 1955)[9]
- Medal im. Mikołaja Kopernika PAN (1973)
- Medal Marii Skłodowskiej-Curie (1954)
- Odznaka 1000-lecia Państwa Polskiego (1966)
- Odznaka pamiątkowa „Orlęta” (1920)
- Odznaka XV-lecia Wyzwolenia Dolnego Śląska (1960)
- Złota Odznaka Zasłużonego dla Dolnego Śląska (1966)
- Odznaka Budowniczego Wrocławia (1966)

## Ważniejsze prace
1. Uprawa roli i roślin. Cz. I. Podręcznik dla osadnika Śląskiego. Warszawa 1947.
2. Mechaniczna uprawa roli. Sekcja Wydawnicza Bratniej Pomocy Studentów Uniwersytetu i Politechniki. Wrocław 1948.
3. Ogólna uprawa roślin. PIWR, Warszawa 1949.
4. Chwasty (wsp. St. Tołpa). PIWR, Warszawa 1950.
5. Uprawa roli. W: Agrotechnika, Praca zbiorowa, T. I, PIWR, Warszawa 1950.
6. Rośliny okopowe. W: Agrotechnika. Praca zbiorowa. T. II, PIWR, Warszawa 1950.
7. Rośliny pastewne. W: Agrotechnika. Praca zbiorowa. T.II, PIWR, Warszawa, 1950.
8. Uprawa roli i roślin. (wsp. Z. Golonka). PIWR, Warszawa 1950.
9. Rośliny okopowe. W: Szczegółowa uprawa roślin. Praca zbiorowa. T. I, PIWR, Warszawa 1951.
10. Rośliny pastewne. W: Szczegółowa uprawa roślin. Praca zbiorowa. T. II, PIWR, Warszawa, 1951.
11. Uprawa roli. W: Agrotechnika. Praca zbiorowa, T. I, PIWR, Warszawa 1952.
12. Rośliny okopowe. W: Agrotechnika. Praca zbiorowa. T. II, PIWR, Warszawa 1952, 1956.
13. Rośliny pastewne. W: Agrotechnika. Praca zbiorowa. T.II, PIWR, Warszawa, 1952, 1964.
14. Mechaniczna uprawa roli. PWRiL, Warszawa 1952.
15. Uprawa roślin (wsp. Z. Golonka). PWRiL, Warszawa 1954.
16. Uprawa roślin (wsp. Z. Golonka). Przy współudziale M. Radomskiej i A. Goosa. PWRiL, Warszawa. 1955.
17. Ogólna uprawa roślin. PWRiL, Warszawa 1955, 1959, 1964, 1965, 1969.
18. Wytyczne do wprowadzenia płodozmianów. Praca zbiorowa. PWRiL, Warszawa 1955, 1957.
19. Produkcja roślinna i jej organizacja. W: Podstawy rolnictwa. Praca zbiorowa. Wyd. 2. PWRiL, Warszawa 1956.
20. Uprawa roli. PWRiL, Warszawa 1957, 1964.
21. Zarys rejonizacji przyrodniczo-rolniczej w województwie wrocławskim. Praca zbiorowa. Prezydium Woj. Rady Narodowej. Wrocław 1959.
22. Uprawa roli. (wsp. B. Jabłoński). Wyd. 3, popr. i uzup. PWRiL, Warszawa 1966.
23. Materiały pomocnicze z ekologii roślin dla studentów V roku Wydziału Rolniczego. Wyd. WSR Wrocław 1971.
24. Ogólna uprawa roli i roślin. (wsp. B. Jabłoński, R. Krężel, M. Radomska). PWRiL, Warszawa 1980, 1982, 1993, 1996.